# Julius Klaproth
Pour les articles homonymes, voir Klaproth.
Julius Klaproth  (Berlin, 11 octobre 1783 - Paris, 28 août 1835) est un orientaliste prussien.
Il est à l'origine de la théorie de la famille des langues tibéto-birmanes et a répandu le terme de langues « indo-germaniques » (Indogermanische Sprachen en allemand), traduit en 1813 en langues « indo-européennes » par Thomas Young.

## Biographie
Fils de Martin Heinrich Klaproth, il naît à Berlin et se livre d'abord à l'étude de la chimie et de la physique, puis s'adonne à l'étude des langues orientales. En 1805, il est membre de l'ambassade russe à destination de la Chine, dirigée par Youri Golovkine, sans doute sur les recommandations de Jean Potocki. Ce dernier est alors chef de la partie scientifique de l'expédition, dans laquelle se trouvent également l'astronome Friedrich Theodor von Schubert (de), le zoologiste Micheal Adams, le botaniste Ivan Redovskii, ainsi que le minéralogiste Lorenz von Pansner. Les échecs rencontrés par l'ambassade poussent Klaproth à se séparer de l'expédition pour travailler à la bibliothèque chinoise d'Irkoutsk. Il en retourne en 1807, avec une ample moisson de livres chinois, mandchous, mongols et japonais. Il est ensuite chargé par l'Académie de Saint-Pétersbourg d'explorer le Caucase, ses objets de recherche étant détaillés par Jean Potocki. L'expédition dure de 1808 à 1810.
À son retour, il est nommé en 1812 professeur de langues asiatiques à l'université de Wilna, mais se voit empêché par la guerre de prendre possession de sa chaire, et vient en 1815 se fixer à Paris. Grâce à Wilhelm von Humboldt, il obtient du royaume de Prusse un titre de professeur avec la permission de demeurer à Paris le temps de publier ses œuvres. Il meurt à Paris, dont il avait fait sa patrie adoptive, en 1835, âgé de 52 ans.

## Travaux
Julius von Klaproth a publié plus de 300 ouvrages tout au long de sa vie et a été le premier à postuler une théorie scientifiquement fondée de la famille linguistique des langues tibéto-birmanes.
Son œuvre la plus célèbre est l'atlas linguistique Asia polyglotta, dans lequel il postule 23 familles de langues différentes et explique chacune avec de courts exemples lexicographiques.
Les langues tibéto-birmanes, que Klaproth a postulées comme étant un ensemble, sont le tibétain, le birman, le garo, le chinois et toutes les autres langues dont il est prouvé qu'elles leur sont apparentées. Il n'est pas entré dans une hiérarchie exacte de ces langues, ce qui conduit à des points de vue différents lors de l'utilisation de termes tels que « famille de langues sino-tibétaines ». Julius von Klaproth a énuméré les langues côte à côte, alors qu'il existe d'autres regroupements depuis lors, avec la variante « chinois contre toutes les autres langues sino-tibétaines » afin de pouvoir présenter le chinois ou les langues chinoises comme étant séparées.
En outre, il a joué un rôle déterminant dans la division des langues asiatiques en familles distinctes (austronésienne, tibéto-birmane) au lieu de l'idée auparavant dominante et raciste selon laquelle toutes les langues asiatiques devaient être classées dans une seule famille « japhétique ».
Comme Friedrich Max Müller après lui, Julius von Klaproth a insisté, contrairement à l'opinion qui prévalait à l'époque, que la parenté linguistique et la descendance biologique des locuteurs devaient être traitées comme deux sujets distincts: « Il est juste de dire que la langue allemande vient de des mêmes racines que le sanskrit, mais cela n'a aucun sens de dériver le peuple allemand du peuple hindou. »
Julius von Klaproth a utilisé le terme « indo-germanique », inventé par le chercheur d'origine danoise Conrad Malte-Brun, pour mieux décrire l'arbre généalogique précédemment appelé « scythe ». Le nom fait référence à la répartition géographique des langues appartenant à cet arbre généalogique. La langue la plus au sud-est est l'indien (cinghalais) et la plus au nord-ouest est le germanique (islandais).
Von Klaproth a également publié des grammaires des différentes langues qu'il a rencontrées au cours de ses voyages, notamment en ouïghour et en kurde. Un dictionnaire du mandchou n'a pas pu être publié de son vivant en raison de problèmes de composition.
Il a non seulement étudié les langues asiatiques, mais il était également intéressé à déchiffrer les hiéroglyphes égyptiens. Sa critique de Jean-François Champollion reste controversée. Il a également développé la méthodologie de la paléontologie linguistique et il s'est rendu compte que les langues indigènes de Formose (aujourd'hui Taïwan) devaient être le foyer d'origine des langues austronésiennes.

## Œuvres
- Asia polyglotta ou Classification des peuples de l'Asie d'après leurs langues, Paris, 1823
- Mémoires sur l'Asie, 1824-1828
- Tableau historique, géographique, etc. au Caucase, 1827
- Tableaux historiques de l'Asie, 1826
- Chrestomathie mandchoue, 1828
- Nouveau Mithridate ou Classification de toutes les langues connues, etc.
- Voyage au Mont Caucase et en Géorgie, publié en allemand à Halle, 1812-1814, paru à Paris en français en 1823[6]
- San kokf tsou ran to sets: ou, Aperçu géneral des trois royaumes (1832)
- Annales des empereurs du Japon (Nihon Ōdai Ichiran), 1834[7]
- Examen critique des travaux de feu m. Champollion, sur les hiéroglyphes paru à Paris, Imprimerie de Dondey-Dupré en 1832[8].
- Article paru dans le Journal asiatique: Explication et origine de la formule bouddhique Om maṇi padmè hoûm, t. Série 2, tome 7, Paris, Dondey-Dupré, 1831 (lire sur Wikisource), « Explication et origine de la formule bouddhique Om maṇi padmè hoûm », p. 185-206 (consulté le 26 septembre 2020).